# Moto G
Moto G é um smartphone Android desenvolvido e fabricado pela Motorola Mobility. Foi o smartphone mais vendido da história da Motorola, visto que em 2013, o primeiro Moto G era um aparelho barato e com bom custo benefício, comparado com outros smartphones de sua classe, vendido no Brasil pelo valor de 600 - 800 reais na época. 
Atualmente no Brasil, são vendidos os modelos G4 e G4 Plus, G5 e G5 Plus, G5S e G5S Plus e suas últimas versões Moto G6 Play, Moto G6 e Moto G6 Plus, sendo o último lançado em abril de 2018, pelo valor de 900 - 1.500 reais. Os modelos anteriores pararam de serem produzidos.

## Especificações
O telefone está intimamente relacionado com a América do Norte, onde foi lançado três meses antes dos demais mercados, embora existam algumas diferenças fundamentais, apesar de suas aparências idênticas. O Moto G não tem as funções de comando por voz, captura rápida e interações sem toque na tela como seu irmão mais robusto Moto X, devido ao Moto X possuir um processador especial que traria um custo proibitivo para o Moto G. Além disso, ao contrário do Moto X, o Moto G tem uma tampa traseira removível para que os usuários possam personalizar o telefone em qualquer cor que disponível, embora o Moto X tem sua MotoMaker online que também permite ao usuário personalizar o seu telefone, porém este possui uma caixa permanente em vez de substituíveis como o Moto G. Em conectividade, é dotado de Bluetooth 4.0 com A2DP, GPS / GLONASS e Wi-fi 802.11 b/g/n. O Moto G suporta 4G LTE (a partir da segunda versão), que pode ser mais um problema nos Estados Unidos do que o resto do mundo, devido à tecnologia LTE ter se espalhando mais rápido lá do que em outros mercados. O HSPA desenvolvido promete fornecer maiores velocidades de dados móveis no dispositivo.

## Versões
| Modelo             | G5                                        | G5 Plus                                           | G5s                                               | G5s Plus                                             | G6 Play                                           | G6                                                           | G6 Plus                                                      |
| ------------------ | ----------------------------------------- | ------------------------------------------------- | ------------------------------------------------- | ---------------------------------------------------- | ------------------------------------------------- | ------------------------------------------------------------ | ------------------------------------------------------------ |
| Imagem             |                                           |                                                   |                                                   |                                                      |                                                   |                                                              |                                                              |
| SO Inicial         | Android 7.0                               | Android 7.0                                       | Android 7.1                                       | Android 7.1                                          | Android 8.0                                       | Android 8.0                                                  | Android 8.0                                                  |
| SO Máximo          | Android 8.1                               | Android 8.1                                       | Android 8.1                                       | Android 8.1                                          | Android 9.0                                       | Android 9.0                                                  | Android 9.0                                                  |
| Tela/Ecrã          | IPS LCD 5"                                | IPS LCD 5,2"                                      | IPS LCD 5,2"                                      | IPS LCD 5,5"                                         | Max Vision IPS LCD 5,7"                           | Max Vision IPS LCD 5,7"                                      | Max Vision IPS LCD 5,9"                                      |
| Resolução          | Full HD 1080p                             | Full HD 1080p                                     | Full HD 1080p                                     | Full HD 1080p                                        | HD+ 1440 x 720p                                   | FullHD+ 2160 x 1080p                                         | FullHD+ 2160 x 1080p                                         |
| CPU                | Snapdragon 430 Octa-core 1.4 GHz          | Snapdragon 625 Octa-core 2.0 GHz                  | Snapdragon 430 Octa-core 1.4 GHz                  | Snapdragon 625 Octa-core 2.0 GHz                     | Snapdragon 430 Octa-core 1.4 Ghz                  | Snapdragon 450 Octa-core 1.8 GHz                             | Snapdragon 630 Octa-core 2.2 GHz                             |
| RAM                | 2 GB                                      | 2, 3 ou 4 GB                                      | 2 GB                                              | 3 GB                                                 | 3 GB                                              | 3 GB                                                         | 4 GB                                                         |
| Memória            | 16 ou 32 GB                               | 32 ou 64 GB                                       | 32 GB                                             | 32 GB                                                | 32 GB                                             | 32 GB                                                        | 64 GB                                                        |
| Memória Expansível | até 256 GB via Micro-SD                   | até 256 GB via Micro-SD                           | até 128 GB via Micro-SD                           | até 128 GB via Micro-SD                              | até 128 GB via Micro-SD                           | até 128 GB via Micro-SD                                      | até 128 GB via Micro-SD                                      |
| Conectividade      |                                           | em adição as versões anteriores: NFC              | em adição as versões anteriores: Bluetooth 4.2    | em adição as versões anteriores: Bluetooth 4.2       |                                                   |                                                              | em adição as versões anteriores: Bluetooth 5.0, NFC          |
| Câmera Traseira    | 13 MP com flash LED, vídeo em 1080p@30fps | 12 MP f/1.7, Flash LED com vídeo em 2160p@30fps   | 16 MP f/2.0, Flash LED com vídeo em 1080p@30fps   | 13 MP Dual f/2.0, Flash LED com vídeo em 2160p@30fps | 13 MP f/2.0, Flash LED com vídeo em 1080p@30fps   | 12 MP f/1.8 + 5 MP f/2.2, Flash LED com vídeo em 1080p@30fps | 12 MP f/1.7 + 5 MP f/2.2, Flash LED com vídeo em 2160p@30fps |
| Câmera Frontal     | 5 MP vídeo em 720p                        | 5 MP vídeo em 720p                                | 5 MP vídeo em 720p                                | 8 MP                                                 | 8 MP                                              | 8 MP                                                         | 8 MP                                                         |
| Alimentação        | Bateria de Lítio                          | Bateria de Lítio                                  | Bateria de Lítio                                  | Bateria de Lítio                                     | Bateria de Lítio                                  | Bateria de Lítio                                             | Bateria de Lítio                                             |
| Alimentação        | 2800 mAh, removível                       | 3000 mAh, não removível com carregador TurboPower | 3000 mAh, não removível com carregador TurboPower | 3000 mAh, não removível com carregador TurboPower    | 4000 mAh, não removível com carregador TurboPower | 3000 mAh, não removível com carregador TurboPower            | 3200 mAh, não removível com carregador TurboPower            |
| Extras             |                                           |                                                   |                                                   | TV Digital                                           |                                                   |                                                              | TV Digital HD                                                |
| Modelo             | G5                                        | G5 Plus                                           | G5s                                               | G5s Plus                                             | G6 Play                                           | G6                                                           | G6 Plus                                                      |

| Imagem             |                                                                 |                                                                 |                                                                 |                                                                 |                                                                 |                                                                 |                                                              |               |               |
| SO Inicial         | Android 4.3 (3G) Android 4.4.2 (4G)                             | Android 4.4.4                                                   | Android 5.0                                                     | Android 5.0                                                     | Android 6.0.1                                                   | Android 6.0.1                                                   | Android 6.0.1                                                |               |               |
| SO Máximo          | Android 5.0.2 (3G) Android 5.1 (4G)                             | Android 6.0.1                                                   | Android 6.0.1                                                   | Android 6.0.1                                                   | Android 7.1.1                                                   | Android 7.1.1                                                   | Android 8.1.0                                                | Android 8.1.0 | Android 8.1.0 |
| Tela/Ecrã          | IPS LCD 4,5"                                                    | IPS LCD 5"                                                      | IPS LCD 5"                                                      | IPS LCD 5"                                                      | IPS LCD 5"                                                      | IPS LCD 5,5"                                                    | IPS LCD 5,5"                                                 |               |               |
| Resolução          | HD 720p                                                         | HD 720p                                                         | HD 720p                                                         | HD 720p                                                         | HD 720p                                                         | Full HD 1080p                                                   | Full HD 1080p                                                |               |               |
| CPU                | Snapdragon 400 Quad-core 1.2 Ghz                                | Snapdragon 400 Quad-core 1.2 Ghz                                | Snapdragon 400 Quad-core 1.2 Ghz                                | Snapdragon 615 Octa-core 1,5 Ghz                                | Snapadragon 410 Quad-core 1.2 Ghz                               | Snapdragon 617 Octa-Core 1.5 Ghz                                | Snapdragon 617 Octa-Core 1.5 Ghz                             |               |               |
| RAM                | 1 GB DDR3                                                       | 1 GB DDR3                                                       | 1 ou 2 GB                                                       | 2 GB                                                            | 2 GB                                                            | 2 GB                                                            | 2 GB                                                         |               |               |
| Memória            | 8 GB 3G e 4G 16 GB 3G                                           | 3G: 8 GB 3G DTV: 16 GB 4G: 16 GB                                | 8 ou 16 GB                                                      | 16 GB                                                           | 16 GB                                                           | 16 GB                                                           | 32 GB                                                        |               |               |
| Memória Expansível | · só versão 4G                                                  | até 32 GB via Micro-SD                                          | até 32 GB via Micro-SD                                          | até 32 GB via Micro-SD                                          | até 128 GB via Micro-SD                                         | até 128 GB via Micro-SD                                         | até 128 GB via Micro-SD                                      |               |               |
| Conectividade      | WiFi, GPS/Glonass, Micro-USB, Bluetooth 4.0, Dual-SIM, Rádio FM | WiFi, GPS/Glonass, Micro-USB, Bluetooth 4.0, Dual-SIM, Rádio FM | WiFi, GPS/Glonass, Micro-USB, Bluetooth 4.0, Dual-SIM, Rádio FM | WiFi, GPS/Glonass, Micro-USB, Bluetooth 4.0, Dual-SIM, Rádio FM | WiFi, GPS/Glonass, Micro-USB, Bluetooth 4.0, Dual-SIM, Rádio FM | WiFi, GPS/Glonass, Micro-USB, Bluetooth 4.0, Dual-SIM, Rádio FM | em adição as versões anteriores: Sensor de impressão digital |               |               |
| Câmera Traseira    | 5 MP com flash e vídeo em 720p                                  | 8 MP com flash e vídeo em 720p                                  | 13 MP com flash e vídeo em 1080p                                | 13 MP com flash e vídeo em 1080p                                | 8 MP com flash                                                  | 13 MP com flash                                                 | 16 MP com flash                                              |               |               |
| Câmera Frontal     | 1,3 MP vídeo em 720p                                            | 2 MP vídeo em 720p                                              | 5 MP vídeo em 720p                                              | 5 MP vídeo em 720p                                              | 5 MP vídeo em 720p                                              | 5 MP vídeo em 720p                                              | 5 MP vídeo em 720p                                           |               |               |
| Alimentação        | Bateria de Lítio                                                | Bateria de Lítio                                                | Bateria de Lítio                                                | Bateria de Lítio                                                | Bateria de Lítio                                                | Bateria de Lítio                                                | Bateria de Lítio                                             |               |               |
| Alimentação        | 2070 mAh, não removível                                         | 2070 mAh (3G) 2390 mAh (4G), não removível                      | 2470 mAh, não removível                                         | 2470 mAh, não removível                                         | 2800 mAh, removível                                             | 3000 mAh, não removível                                         | 3000 mAh, não removível                                      |               |               |
| Extras             | TV Digital 4G                                                   | TV Digital 4G                                                   | TV Digital HD IPX7                                              | IP67                                                            | TV Digital                                                      | TV Digital HD                                                   | TurboPower                                                   |               |               |
| Modelo             | G1                                                              | G2                                                              | G3                                                              | G3 Turbo                                                        | G4 Play                                                         | G4                                                              | G4 Plus                                                      |               |               |